# Fürstlich-Leiningensches Palais Amorbach

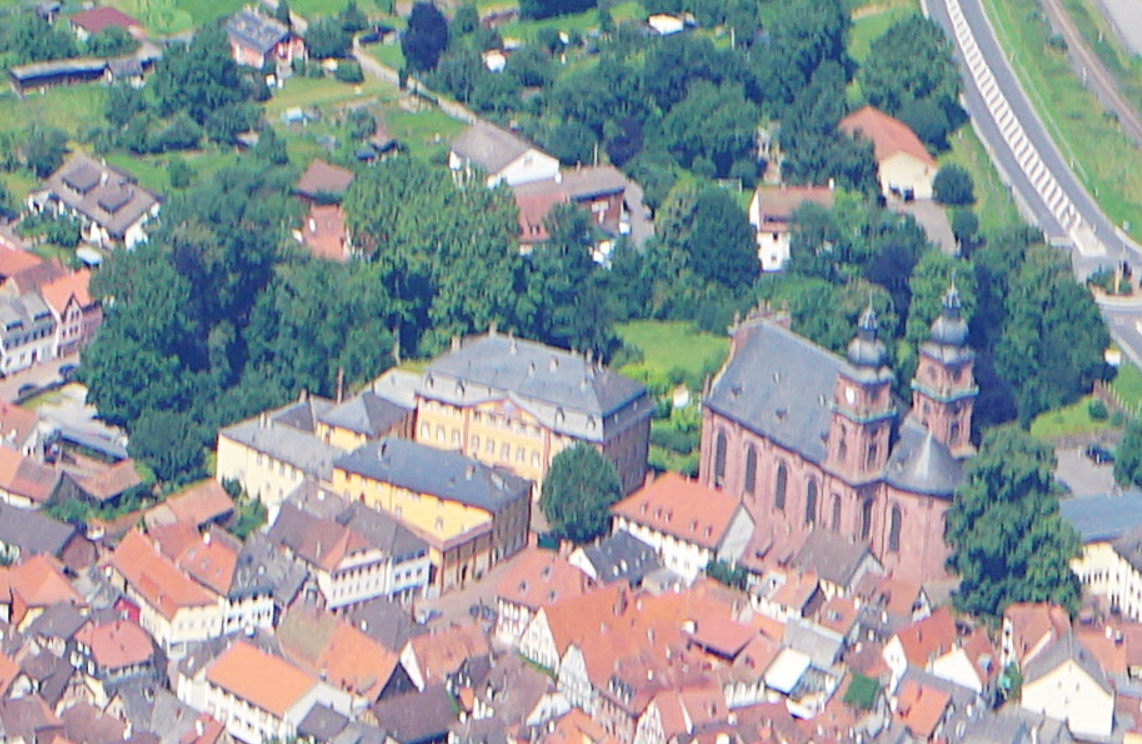
Das Mainzer Oberamtshaus und spätere Stadtpalais links der Bildmitte. Die Anbauten zur linken Bildecke. Die Reste des Palaisgartens oberhalb des Stadtschlosses. Rechts der Bildmitte die Stadtkirche St. Gangolf

Das Fürstlich-Leiningensche Palais in Amorbach ist ein Palais der Fürsten von Leiningen in Amorbach im bayerischen Odenwald.

## Geschichte

### Amorbacher Dienstsitz von Kurmainz
Der Mainzer Erzbischof Johann Friedrich Karl von Ostein war gebürtiger Amorbacher und hatte einen Bruder, den Kurmainzer Oberamtmann Franz Wolfgang Damian von Ostein. Dieser ließ sich von 1724 bis 1727 als Amorbacher Dienstsitz nach Plänen von Anselm Franz von Ritter zu Groenesteyn dieses Palais errichten.

### Leiningenscher Besitz
Der damalige Erbprinz Emich Carl zu Leiningen war vor 1803 ohne eigenen Wohnsitz, da er 1797 aus Dürkheim vertrieben worden war. Er zog in dieses Palais. 1830 wurde es von seinem Sohn Karl zu Leiningen  und mit Hilfe des fürstlichen Baumeisters Friedrich Brenner erweitert und ist bis heute der Familiensitz der ehemaligen Fürsten zu Leiningen.
Sein Vater Fürst Carl Friedrich Wilhelm zu Leiningen bezog Teile des gegenüberliegenden ehemaligen Abteigebäudes des Klosters Amorbach, den so genannten Konvent. Er ließ sich Gebäudeteile als Residenz aus- bzw. umbauen. Dieses imposante, 118 Meter lange Gebäude war von 1782 bis 1794 nach Plänen von Franz Ignaz Michael Neumann, Sohn des berühmten Balthasar Neumann, für die Abtei Amorbach errichtet worden und stand nach dem Reichsdeputationshauptschluss nun ihm hoheitlich zu. Dadurch kommt es in der Gegenwart oft zu Verwechslungen, so dass der imposante Konvent-Langbau des ehemaligen Klosters am Schlossplatz oder die Schlossmühle mit dem interessanten Treppengiebel als Stadtpalais angesprochen wird.

## Baubeschreibung

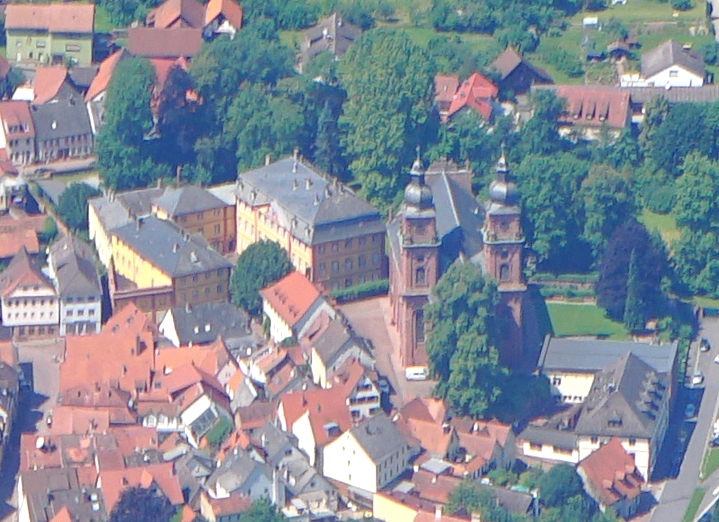
Luftbild mit Blick in den Innenhof des Stadtpalais Ensemble und der St. Gangolf Kirche

Das Stadtschloss bzw. Stadtpalais ist ein freistehender dreigeschossiger rechteckiger Bau mit Mansardwalmdach, verputzt mit Werksteingliederungen. Zur Hofseite befindet sich ein Mittelrisalit mit Portal und Säulenvorbau sowie wappengeschmücktem Dreiecksgiebel, zur Gartenseite nach Norden ein Mittelrisalit mit Säulenaltan und wappengeschmücktem Rundgiebel.
Die südlich nach Osten offenen u-förmig angelegten Erweiterungsflügel auf unregelmäßigem Grundriss wurden zumeist in Form von dreigeschossigen Putzbauten mit Werksteingliederungen und flachen verschieferten Walmdächern aus dem Ende des 18. und Anfang des 19. Jahrhunderts durch Peter Speeth und Friedrich Brenner angelegt. Der Palaisgarten von ca. 1818/1819 nördlich des Stadtpalais hat Reste einer Umfassungsmauer und zwei Tore. Durch Straßenumbau wurde er mehrfach verändert und verkleinert.